# Antoni Pascual Carretero
Antoni Pascual Carretero (Tarrasa, 1863-San Baudilio de Llobregat, 7 de octubre de 1929) fue un arquitecto modernista español. 

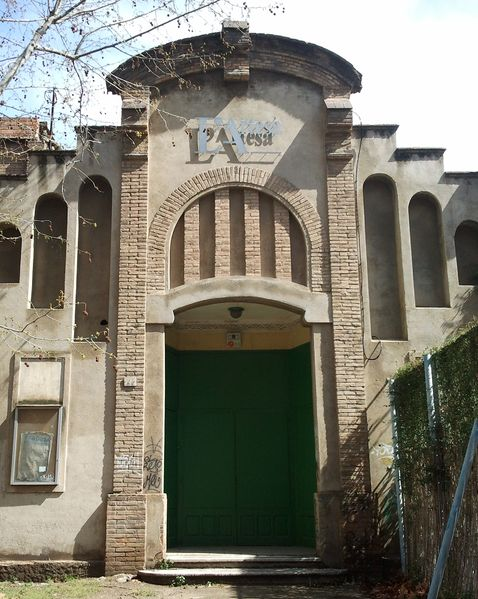
Centro Artesano de El Prat de Llobregat (1919)

Estudió en la Escuela Técnica Superior de Arquitectura de Barcelona, donde se tituló en 1903. Fue arquitecto municipal de Tarrasa entre 1904 y 1906, años en que inició las obras del Mercado de la Independencia, terminado posteriormente por Melcior Viñals. Tuvo el mismo cargo en San Baudilio de Llobregat (1905-1914), donde redactó un proyecto de urbanización (1905). Ejerció el mismo puesto en El Prat de Llobregat (1915-1925), donde fue autor del Centro Artesano (1919).